# Melaloncha pilula
Melaloncha pilula är en tvåvingeart som beskrevs av Brown 2005. Melaloncha pilula ingår i släktet Melaloncha och familjen puckelflugor.
Artens utbredningsområde är Costa Rica. Inga underarter finns listade i Catalogue of Life.